# Rebelión jordanista
La Rebelión Jordanista fue el último conflicto entre unitarios y federales en la República Argentina. Se desarrolló en la provincia de Entre Ríos y en menor medida en la provincia de Corrientes entre el 11 de abril de 1870, fecha del asesinato de Justo José de Urquiza y 16 de diciembre de 1876, fecha de la captura de Ricardo López Jordán, jefe de la rebelión.

## Antecedentes
Ricardo López Jordán fue un colaborador de Urquiza en el gobierno de Entre Ríos y durante la presidencia de este en Paraná, capital de la Confederación Argentina durante el periodo de secesión de Buenos Aires. Cuando Urquiza se retiró de la batalla de Pavón el 17 de septiembre de 1861, López Jordán no perdonó la acción de su jefe, quien había pactado con el porteño Bartolomé Mitre y posibilitó el triunfo de Buenos Aires y la disolución de la Confederación.
En 1870 finalizó la guerra de la Triple Alianza, a la que López Jordán se opuso y Urquiza recibió en su palacio San José al presidente Domingo Faustino Sarmiento, el más encarnizado enemigo de los federales, por lo que López Jordán ya distanciado de él, se preparó para la revolución.
El 11 de abril de 1870 estalló la revolución: como primer paso, una partida de 50 hombres al mando de Simón Luengo penetró en el palacio San José, con el objeto de apresar a Urquiza, pero este se defendió a tiros y terminó muerto. Ese mismo día eran asesinados en Concordia también sus hijos Justo Carmelo y Waldino Urquiza, ambos amigos íntimos de López Jordán.
Tres días más tarde, López Jordán era elegido gobernador por la Legislatura por medio de la ley n.º 29, para completar el período de gobierno de Urquiza. En su discurso de asunción apoyó la revolución y apenas mencionó de paso que «he deplorado que... no hubiesen hallado otro camino que la víctima ilustre que se inmoló».

## Desafío a Sarmiento

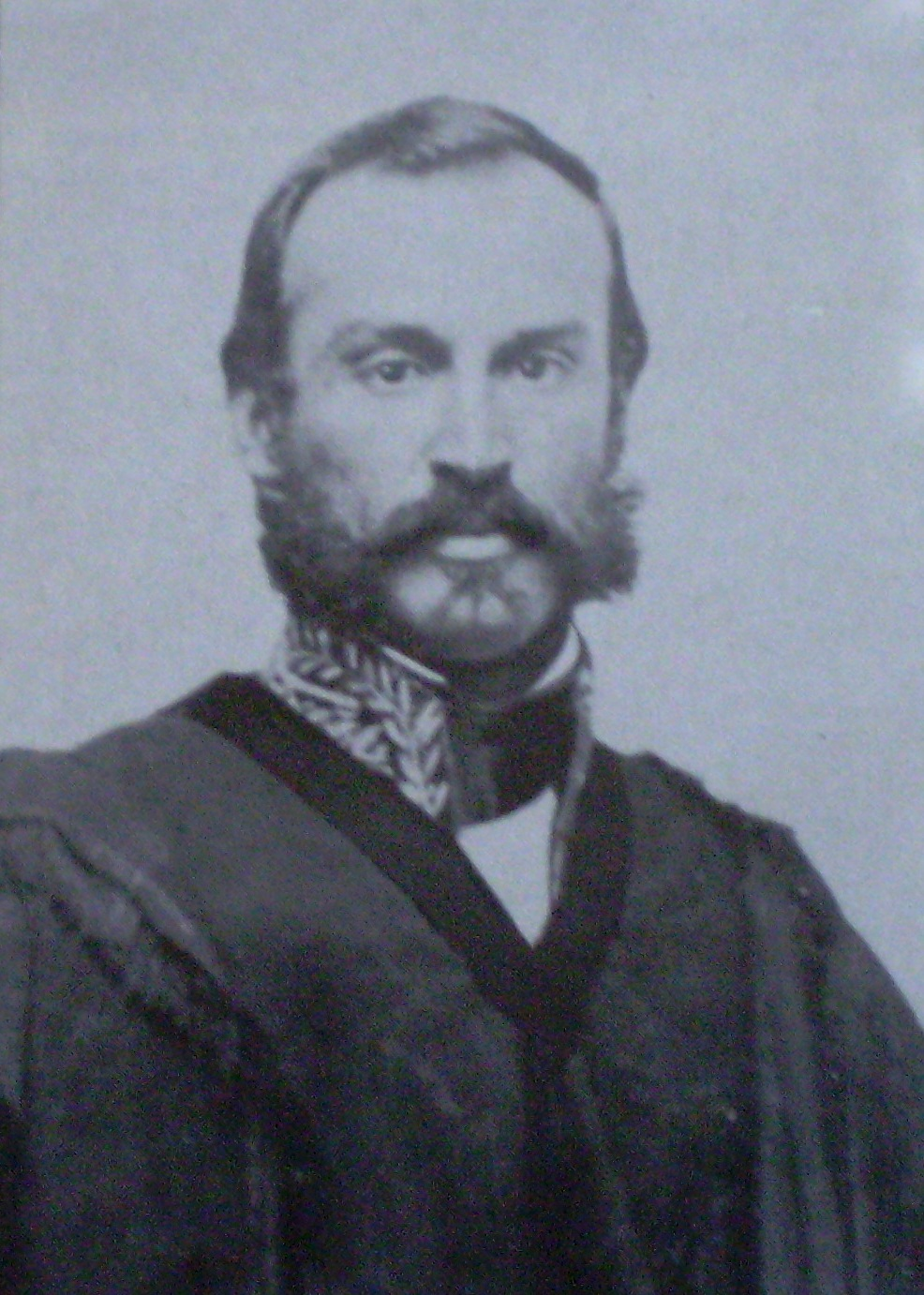
El General Ricardo López Jordán.

Sarmiento tomó la revolución y el asesinato como una provocación en su contra y envió a Entre Ríos en el buque Pavón un Ejército de Observación con 400 veteranos de la guerra del Paraguay al mando de Emilio Mitre, que llegó a Gualeguaychú el 19 de abril de 1870. López Jordán consideró la llegada de tropas nacionales como un acto de guerra y declaró la guerra al gobierno de Sarmiento en una proclama del 23 de abril:

(...) Entrerrianos!. Vuestros representantes me han elegido para defender la Constitución y esos infames enemigos desconocen y pisotean vuestro gobierno, vuestros representantes y la Constitución. La guerra pues!!. Esto mandan el honor y la libertad. Soldados!. Pueblo todo de Entre Ríos!. La guerra ya que no han querido la paz!. La guerra heroica que nos dará en breves días la libertad y el progreso!. El que no defienda a Entre Ríos es un traidor! (...)

Sarmiento, mientras el Congreso Nacional debatía si intervenir o no a la provincia, directamente dictó un decreto el 25 de abril por el que le declaró la guerra como a un país enemigo y declaró a López Jordán y a quienes lo acompañen reos de rebelión. En carta a los gobernadores ese mismo día Sarmiento expresaba:

Acompaño a V.E. la declaración de guerra que López Jordán, el aleve asesino del Gobernador de Entre Ríos acaba de dar a luz. No contento con el crimen con que ha deshonrado a la República proclamándolo por el contrario, como un acto digno de pueblos civilizados, establece por causa de su nuevo atentado, el haber penetrado tropas nacionales en el Entre Ríos, como en las demás provincias. Si tal pretensión hubiera de tolerarse en una de ellas, sería aceptar que (Entre Ríos) es un simple aliado de la Nación y que las leyes de esta no rigen en aquella, sin recabar primero el beneplácito de las autoridades locales, aún las nacidas de un acto execrado.

La declaración de guerra de López Jordán convenció a los legisladores, que el 10 de agosto autorizaron al Poder Ejecutivo a intervenir la Provincia de Entre Ríos por sedición.

## Operaciones militares

### Primera campaña
Tres generales atacaron al mismo tiempo: Emilio Mitre desembarcó en Gualeguaychú y envió a Ignacio Rivas hacia el norte por la costa del Uruguay, Emilio Conesa entró en Paraná y Juan Andrés Gelly y Obes entró desde Corrientes.
Las fuerzas entrerrianas, han sido estimadas por diversos historiadores desde 5.000 a 15.000 hombres, mucho más móviles al contar con cabalgaduras, triunfaron en pequeños encuentros, pero los nacionales eran superiores en armamento y dirección. Entre los jordanistas se hallaban unos 500 paraguayos, 800 correntinos, 300 brasileños y 1800 uruguayos, santiagueños y santafesinos. Muchos de ellos eran desertores de la guerra del Paraguay y del Partido Blanco de Uruguay. López Jordán dictó un bando por el cual: «impone la pena capital a todo argentino desde los 17 a los 50 años que no se incorpore a las armas, en el término de cuatro días».
El jordanista Mariano Querencio dominaba Concordia desde el 11 de abril. Cuando López Jordán intentó tomar Paraná, Conesa logró el 20 de mayo un triunfo sobre él en el Combate de El Sauce (en el departamento Nogoyá, cerca del límite con el de Tala), en la primera batalla de la historia argentina en que se usaron ametralladoras. Conesa contaba con 3.960 hombres (1.200 infantes, 160 artilleros y 2600 jinetes) y tuvo unas 150 bajas y López Jordán con 9000 hombres. Ese mismo día el coronel Jerónimo Romero ocupaba Paraná. El 20 de junio mediante un decreto Sarmiento nombró a Apolinario Benítez como gobernador de Entre Ríos.
López Jordán abandonó las ciudades y se retiró al campo y a los montes. El 12 de julio atacó y ocupó la capital entrerriana, Concepción del Uruguay, y se retiró inmediatamente y el 19 de julio fue rechazado en Gualeguaychú. El 27 de junio tomó y saqueó Federación. Sarmiento reemplazó a Mitre por Rivas. Entre el 23 de agosto y el 17 de septiembre, los jordanistas fueron derrotados en los combates de Villa Urquiza (al noreste de Paraná), Diamante-Palmar (al este de Villaguay), El Tala (al oeste de Villaguay), Don Cristóbal (al noroeste de Nogoyá) y Rincón del Quebracho (al este de Paraná). 
Meses después los nacionales al mando del coronel Rivas lograron una sangrienta victoria en la batalla de Santa Rosa (al estesureste de Villaguay) el 12 de octubre, en donde 4000 nacionales enfrentaron a 9000 jordanistas. A inicios de noviembre triunfó en la batalla de Don Cristóbal. El 18 de noviembre tomó Villaguay y el 5 de diciembre atacó Paraná con 3000 hombres, pero fue rechazado por el coronel Francisco Borges al mando de 1.000 soldados.
Pero se confió en sus propias fuerzas y atacó Corrientes con la intención de reponer al exgobernador Evaristo López. Allí fue derrotado 26 de enero de 1871 por el gobernador correntino Santiago Baibiene (su segundo era el coronel Julio Argentino Roca, futuro presidente, jefe del Regimiento 7 de línea que regresaba del Paraguay) en la batalla de Ñaembé (a 12 km al este de Goya). López Jordán atacó con 6.000 jinetes, 1.000 infantes y 9 cañones, perdiendo 700 muertos y 600 prisioneros. Baibiene lo enfrentó con 3000 hombres y 6 cañones, teniendo 190 bajas entre muertos y heridos.
Mientras, en Entre Ríos, las fuerzas jordanistas sufrieron el 14 de febrero una derrota en el Combate de Gená (al oeste de Concepción del Uruguay), por fuerzas del general Arredondo y el 6 de marzo el coronel Alejandro Leiva, con 900 hombres, fue derrotado por las fuerzas nacionales del coronel Donato Álvarez (600 hombres) en el Combate de Punta del Monte (Departamento Gualeguay), dispersándose los jordanistas por los montes e islas del sur. Ante estas derrotas, con 1.500 hombres López Jordán huyó al Uruguay y luego pasó al Brasil.
En su ausencia, hubo elecciones en Entre Ríos, pero sin candidatos federales, que estaban prohibidos, y con muy pocos votantes. El gobernador Emilio Duportal hizo desplazar a todos los federales de todos los puestos públicos, incluso a los curas y los maestros. Las tierras públicas fueron vendidas en subastas "públicas", reservadas a los amigos del gobierno; muchos colonos fueron expulsados de sus tierras, y la policía, formada por forasteros, cometió toda clase de atropellos y crímenes. Avergonzado, Duportal renunció y la provincia quedó en manos de Leonidas Echagüe, hijo del exgobernador Pascual Echagüe, que no tuvo los problemas morales del anterior.

### Segunda campaña
Pronto, los federales de Entre Ríos, incluso los que no habían apoyado a López Jordán, lo llamaron en su auxilio. En marzo de 1871 cruzó el río Uruguay por Federación para sostener encuentros con sus partidarios y luego regresó al Brasil, instalándose en Santana do Livramento, acompañado entre otros por José Hernández, autor del Martín Fierro.
Regresó a Entre Ríos el 1 de mayo de 1873 cruzando sus fuerzas el río Uruguay en dos columnas, una por el norte de la provincia y la otra por la barra del Arroyo Palmar, dos días después ya controlaba Rosario del Tala, Gualeguay, Nogoyá, Victoria, Diamante y La Paz. Organizó un ejército aún más grande (16.000 hombres) y lo dotó de infantería y artillería, estableciendo su cuartel general en el Departamento Nogoyá. Sarmiento le declaró la guerra declarando por decreto la intervención federal solicitada el 3 de mayo por el gobernador Leonidas Echagüe y el estado de sitio en Entre Ríos, Santa Fe y Corrientes movilizando de la Guardia Nacional en esas provincias. Nombró al ministro de Guerra, coronel Martín de Gainza como jefe de las fuerzas de intervención, que fueron organizadas en tres divisiones, al mando del general Julio de Vedia y de los coroneles Luis María Campos y Juan Ayala. El 28 de mayo Sarmiento envió a la Cámara de Diputados un proyecto de ley ofreciendo 100.000 pesos por la cabeza de López Jordán y 10 000 pesos por la de Mariano Querencio, además de 1.000 pesos por las cabezas de los “autores de excesos cometidos por la revolución”.
El coronel Campos obtuvo los siguientes triunfos sobre los rebeldes:
- 9 de mayo: Combate de Gualeguaychú.
- 13 de mayo: Combate de Arroyo Ayuí.
- 29 de junio: Combate de Arroyo Lucas sobre fuerzas de Carmelo Campos.
- 17 de octubre: Combate de Gualeguaychú.
- 25 de octubre: Combate de Arroyo Atencio.

El coronel Ayala obtuvo los siguientes triunfos sobre los rebeldes:
- 23 de junio: Combate del Arroyo de Las Tunas (al este de Paraná).
- 30 de agosto: Combate del Arroyo Espinillo (25 km al este de Paraná).
- 8 de diciembre: Combate de Arroyo Talita (al noreste de Paraná).
- 9 de diciembre: Batalla de Don Gonzalo (120 km al noreste de Paraná).[1]

El 16 de junio de 1873 coronel Levalle desalojó a los jordanistas de Diamante, mientras el 24 de junio López Jordán declaró nulos los actos administrativos del gobierno nacional en Entre Ríos. El 27 de junio los jordanistas formaron en Gualeguay la Junta Civil de Entre Ríos para administrar la provincia, siendo sus miembros: Jerónimo Ulibarrie, Cayetano Basaldúa e Isaías Olivera y secretario, Bernardo Gomensoro. 
El 3 de agosto el coronel Levalle ocupó La Paz y en octubre las fuerzas nacionales recuperaron Nogoyá, Victoria, Gualeguaychú, Gualeguay y Paraná. El 31 de octubre el coronel jordanista Benicio González con 3000 hombres ocupó nuevamente la ciudad de La Paz, desalojando al teniente coronel Ricardo Méndez con 500 guardias nacionales. Tras recibir el 18 de noviembre fusiles Remington, revólveres Colt, cañones Krupp y ametralladoras Gatling, las fuerzas nacionales derrotan a Carmelo Campos y Eustaquio Leiva en el Combate de El Talita en el Departamento La Paz, los jordanistas sufren 250 muertes, 155 prisioneros y pierden 600 caballos, 3 estandartes y todo su bagaje que pasan a manos de sus enemigos.
El 9 de diciembre los generales Gainza y Vedia lo derrotaron en la batalla de Don Gonzalo, en donde fueron estrenados los fusiles Remington haciendo estragos entre los jordanistas. Al día siguiente el triunfante coronel Ayala hace fusilar entre varios al teniente José Camejo.
El 22 de diciembre el jordanista general Francisco Caraballo con 600 hombres fue derrotado por Reinaldo Villar (con 300 hombres) en el Combate del Puente de Nogoyá. El 25 de diciembre López Jordán cruzó el río Uruguay por el paso de Cupalén, asilándose en la República Oriental del Uruguay. La provincia volvió a ser sometida por la fuerza y el partido federal quedó muy debilitado por centenares de arrestos.

### Tercera campaña
López Jordán hizo nuevos planes, que incluían una revolución en todo el país con el apoyo del Brasil. Regresó a su provincia el 25 de noviembre de 1876, pero esta vez no tuvo apoyo y sólo reunió 800 hombres con los que atravesó la provincia y pasó a Corrientes. El 7 de diciembre uno de sus destacamentos fue aniquilado por el general Juan Ayala en el Combate de Alcaracito (departamento La Paz), donde muchos prisioneros (entre ellos un coronel, hijo del exgobernador correntino Genaro Berón de Astrada) fueron fusilados. Era el final de la última aventura federal que había costado a la provincia varios miles de muertos, heridos y mutilados y dejó devastada su economía. El 16 de diciembre López Jordán huye hacia Corrientes, pero —traicionado por un amigo— fue puesto a disposición de la justicia federal en Goya. Terminando con la Rebelión Jordanista y el último enfrentamiento de los federales.